# Geositta
Geositta – rodzaj ptaków z rodziny liściarków (Scleruridae).

## Występowanie
Rodzaj obejmuje gatunki występujące w Ameryce Południowej.

## Morfologia
Długość ciała 11–18 cm, masa ciała 16–54 g.

## Systematyka

### Nazewnictwo
Nazwa rodzajowa jest połączeniem słowa z języka greckiego oraz nazwy rodzaju i oznacza „ziemny kowalik” (γεω- geō- „ziemia” oraz Sitta Linnaeus, 1758 – rodzaj ptaków z rodziny kowalików).

### Podział systematyczny
Do rodzaju należą następujące gatunki:
- Geositta peruviana Lafresnaye, 1847 – dróżniczek brzegowy
- Geositta tenuirostris (Lafresnaye, 1836) – dróżniczek cienkodzioby
- Geositta cunicularia (Vieillot, 1816) – dróżniczek białobrzuchy
- Geositta punensis Dabbene, 1917 – dróżniczek andyjski
- Geositta poeciloptera (zu Wied, 1830) – dróżniczek kusy
- Geositta crassirostris P.L. Sclater, 1866 – dróżniczek grubodzioby
- Geositta rufipennis (Burmeister, 1860) – dróżniczek rdzawosterny
- Geositta maritima (d’Orbigny & Lafresnaye, 1838) – dróżniczek skromny
- Geositta saxicolina Taczanowski, 1875 – dróżniczek ciemnoskrzydły
- Geositta isabellina (R.A. Philippi Sr. & Landbeck, 1864) – dróżniczek płowy
- Geositta antarctica Landbeck, 1880 – dróżniczek krótkodzioby